# Scandium-45
Scandium-45 of 45Sc is de enige stabiele isotoop van scandium, een overgangsmetaal. Vanwege het feit dat scandium maar één stabiele isotoop kent met een abundantie op Aarde van 100%, valt het element onder zowel de mononuclidische als de mono-isotopische elementen.
Scandium-45 ontstaat onder meer bij het radioactief verval van calcium-45 en titanium-45.
36Sc · 37Sc · 38Sc · 38mSc · 39Sc · 40Sc · 41Sc · 42Sc · 42mSc · 43Sc · 43m1Sc · 43m2Sc · 44Sc · 44m1Sc · 44m2Sc · 44m3Sc · 45Sc · 45mSc · 46Sc · 46m1Sc · 46m2Sc · 47Sc · 47mSc · 48Sc · 49Sc · 50Sc · 50mSc · 51Sc · 52Sc · 53Sc · 54Sc · 54mSc · 55Sc · 56Sc · 57Sc · 58Sc · 59Sc · 60Sc · 61Sc